# Max Schreck
Friedrich Gustav Maximilian Schreck (Berlim, 6 de setembro de 1879 – Munique, 20 de fevereiro de 1936), foi um ator alemão de teatro e de cinema, mais conhecido pela sua atuação como Conde Orlok em Nosferatu, Eine Symphonie des Grauens.